# گیلبی کلارک
گیلبی کلارک (انگلیسی: Gilby Clarke؛ زادهٔ ۱۷ اوت ۱۹۶۲) یک موسیقی‌دان اهل ایالات متحده آمریکا است.